# بنای یادبود شش میلیون یهودی
بنای یادبود شش میلیون یهودی: نیویورک (۶۹–۱۹۶۷) در راس جنوبی جزیره منهتن قرارگرفته که یکی از بندرگاه‌های ورود به جزیره در آن مکان قرار دارد.
کمیته هنری تصمیم گرفته بود که در این بنای یادبود، از طریق ایجاد مضمون‌ها و نشانه‌های سمبلیک، فاجعه کشتار یهودیان را در خاطره‌ها زنده کند.
لویی کان این شرط را پذیرفت و سعی در القای این اندیشه داشت که در نهایت بنا نباید مفاهیم انتقام جویانه را تحریک کند؛ بنابراین تصمیم گرفت در ساختمان ،شیشه را به جای سنگ به کار ببرد. چراکه سایه‌های ایجادشده توسط شیشه ملایم و شفاف است. شش دیوار ضخیم از بلوک شیشه ای به ابعاد ۵/۳*۳*۳ متر بدون هیچگونه ملات چسبنده ای مورد استفاده قرار گرفت تا با فاصله‌های یکسان در اطراف فضای مرکزی بدون سقف که آسمان در آن می‌درخشد قرار گیرد. هرکدام از این دیوارها بر روی یک پایه سنگی گرانیت به مساحت ۲۰مترمربع ساخته شد تا با یک قشر نازک سرب مذاب، بلوک شیشه به سنگ بچسبد.